# Sprinkhaanvlieg
De sprinkhaanvlieg (Stomorhina lunata) is een vliegensoort uit de familie Rhiniidae. De wetenschappelijke naam van de soort werd gepubliceerd in 1805 door Fabricius.
De larven van de soort leven in eipakketten van treksprinkhanen.
De soort is net geen centimeter groot, heeft een uitstekende snuit en horizontale banden op de ogen. Mannetjes hebben op hun achterlijf een gele tekening.